# Dasypterus xanthinus
Dasypterus xanthinus es una especie de murciélago de la familia Vespertilionidae.

## Distribución geográfica
Se encuentra en México y los Estados Unidos.